# Dell Comics
La Dell Comics è stata una casa editrice di fumetti statunitense, attiva dal 1929 al 1973 come etichetta fumettistica della Dell Publishing (della quale cominciò a pubblicare le riviste pulp). Al suo apice, fu la più importante e prosperosa azienda del settore.
La sua prima serie fu The Funnies, che fu il primo fumetto a presentare materiale originale, ma dato che venne pubblicato nel formato tabloid non venne riconosciuto come tale. Detiene inoltre il primato di essere stata la casa editrice ad aver pubblicato la prima serie avente come protagonista un personaggio afroamericano (Lobo, nel 1965).
La Dell Comics era specializzata nella pubblicazione di materiale sotto licenza altrui, specialmente i personaggi della Walt Disney Productions, Warner Bros., Metro-Goldwyn-Mayer e Walter Lantz Studio oppure molti marchi di film e televisione come Tarzan e Lone Ranger. Tra gli artisti che hanno collaborato con la Dell Comics ci sono Walt Kelly, Carl Barks, Gaylord DuBois, Paul S. Newman, Don "Arr" Christensen, John Stanley, Bob Gregory, Robert Schaefer ed Eric Freiwald, Lloyd Turner e Carl Fallberg, Fred Harman, Alex Toth, Russ Manning, Jesse Marsh, Paul Murry, Tony Strobl, Harvey Eisenberg, Ken Hultgren, Dick Moores, Jack Bradbury, Roger Armstrong, Jack Manning, Bill Wright, Pete Alvarado, Dan Spiegle, Paul Norris, Frank Bolle, Artie Saaf, John Buscema, Charles Beaumont e William F. Nolan.
Quando la Dell Comics si sciolse nel 1973 alcune delle sue serie passarono alla Gold Key Comics.